# Нанофотоника
Нанофотоника — раздел фотоники, изучающий физические процессы, возникающие при взаимодействии фотонов с нанометровыми объектами.
Также в нанофотонике изучается разработка архитектур и технологий производства наноструктурированных устройств генерации, усиления, модуляции, передачи и детектирования электромагнитного излучения и приборов на основе таких устройств. Также исследуются физические явления, определяющие функционирование наноструктурированных устройств и протекающие при взаимодействии фотонов с наноразмерными объектами.

## Цели и материалы/устройства нанофотоники. Перспективные направления развития
Цель нанофотоники — разработка материалов, имеющих нанометровые размеры (1-100 нм.) с новейшими оптическими свойствами и создание на их основе фотонных устройств.
В настоящее время нанофотоника рассматривается как альтернатива современной электроники. Использование фотонов при передаче и обработке информации позволит добиться существенных преимуществ, благодаря высокому быстродействию и устойчивости фотонных каналов связи к помехам. К нанофотонным устройствам относятся устройства, использующие структуры размерами 100 нм и менее. Такие устройства решают проблемы миниатюризации многих оптических систем. Нанофотонные устройства не только значительно превосходят электронные аналоги, но и позволяют успешно решать проблемы, связанные с тепловыделением и электропитанием. Слабым местом и источником постоянного беспокойства при использовании приборов на основе нанофотоники остается обеспечение надежности электрооптических переключателей, позволяющие преобразовывать электрические сигналы в оптические и наоборот.
Изделия кремниевой нанофотоники исключительно малы, поэтому многие из них легко вводятся в электронные чипы. В настоящее время многие оптические наноустройства можно изготавливать на основе стандартных материалов полупроводниковой электроники, так что нанофотоника развивается главным образом за счёт сочетания электронных и фотонных компонентов(к примеру фотонная интегральная схема), позволяющего использовать все преимущества и того и другого. Возможность использования в нанофотоники кристаллических пластин из кремния на изоляторе имеет огромное значение, если вспомнить о технологии кремниевой электроники. Созданные на основе таких материалов фотонные наноустройства могут быть легко интегрированы в существующие системы-на-кристаллах не говоря уже о быстром их внедрении в производство.

## Направления нанофотоники
К направлениям нанофотоники можно отнести исследования физических основ генерации и поглощения излучения в оптическом спектре в гетероструктурах с квантовыми слоями, нитями и точками.
Разработку полупроводниковых и сверхпроводниковых источников и детекторов электромагнитного излучения.
Разработку светодиодов на основе полупроводниковых гетероструктур и на органической основе.
Разработку твердотельных и органических лазеров.
Разработку элементов солнечной энергетики.
Разработку наноструктурированных оптических волокон и устройств на их основе.
Разработку элементов фотоники и коротковолновой нелинейной оптики.
К перспективным направлениям миниатюризации фотонных устройств и их интеграции в сложные системы относится использование фотонных кристаллов.
Изготовление и исследование свойств наноразмерных оптических резонаторов сейчас является одним из самых интересных направлений развития нанофотоники, представляющих большую практическую и научную ценность.